# Gretna
Gretna je město ve Skotsku s přibližně 3000 obyvateli. Nachází se v oblasti Dumfries a Galloway nedaleko anglicko-skotské hranice a protéká jím řeka Esk. Nedaleko Gretny se nachází megalit Lochmaben Stone.
Za první světové války zde vznikla největší britská továrna na kordit H.M. Factory.
Díky poloze na hranici je Gretna vyhledávána anglickými páry, které zde chtějí uzavřít sňatek, protože ve Skotsku je nižší věková hranice pro uzavření manželství než v Anglii.
Místní fotbalový klub Gretna FC na počátku 21. století postoupil do skotské nejvyšší soutěže a jako pohárový finalista také startoval v Poháru UEFA. Gretna se tak stala jedním z nejmenších měst, kde se hrály evropské fotbalové poháry. V roce 2008 však klub pro nedostatek finančních prostředků zanikl.
Nad Gretnou vede migrační trasa špačků a turisté sem přijíždějí pozorovat jejich ohromná hejna.